# Neknominate
Neknominate, conosciuto anche come neck and nominate, neknomination o neck nomination, è un gioco di bevute online. 
Nella versione originale il gioco consiste nel filmarsi mentre si beve una pinta di una bevanda alcolica (solitamente birra) tutta d'un fiato e pubblicare il filmato sul web. L'autore del filmato dovrà inoltre nominare altri due amici, che avranno 24 ore di tempo per raccogliere la sfida ed eseguire a loro volta la bevuta.
A seguito della sua diffusione virale le regole del gioco si sono modificate e i "nominati" sono chiamati ad effettuare la bevuta in modalità più estreme, ad esempio bevendo mix di superalcolici o compiendo attività rischiose subito dopo la bevuta. A causa di queste modifiche il gioco è diventato particolarmente pericoloso, tanto che si ritiene che nei primi mesi del 2014 abbia causato almeno cinque morti nel Regno Unito e in Irlanda.

## Storia
Il gioco del Neknominate ha avuto origine in Australia prima di diffondersi in Gran Bretagna e in Irlanda grazie a un video natalizio postato su Facebook dal rugbista irlandese Ross Samson, nel quale si beve una bottiglia di birra tutta d'un fiato e nomina a fare lo stesso tutte le persone che non compiono gli anni in quel giorno.